# Jan Janďourek
Jan Janďourek (2. dubna 1849 Lomnice nad Popelkou – 25. dubna 1903 Lomnice nad Popelkou) byl český podnikatel a politik, na konci 19. století poslanec Českého zemského sněmu.

## Biografie
Profesí byl obchodníkem v Lomnici, kde působil v sokolském hnutí jako náčelník místní sokolské jednoty a později i Krkonošské župy. Dlouhodobě zasedal v obecním i okresním zastupitelstvu a byl členem mnoha místních spolků.
V 90. letech 19. století se zapojil i do zemské politiky. Ve volbách v roce 1895 byl zvolen v městské kurii (volební obvod Lomnice – Nová Paka – Sobotka) do Českého zemského sněmu. Politicky patřil k mladočeské straně.
Zemřel v dubnu 1903 po delší nemoci.